# Ichthyophis nigroflavus
Ichthyophis nigroflavus é um anfíbio gimnofiono da família Ichthyophiidae endémica da Malásia.